# Ilha das Palmas (ö i Brasilien, Paraná)
Ilha das Palmas är en ö i Brasilien.   Den ligger i delstaten Paraná, i den södra delen av landet, 1 100 km söder om huvudstaden Brasília.